# 九三学社

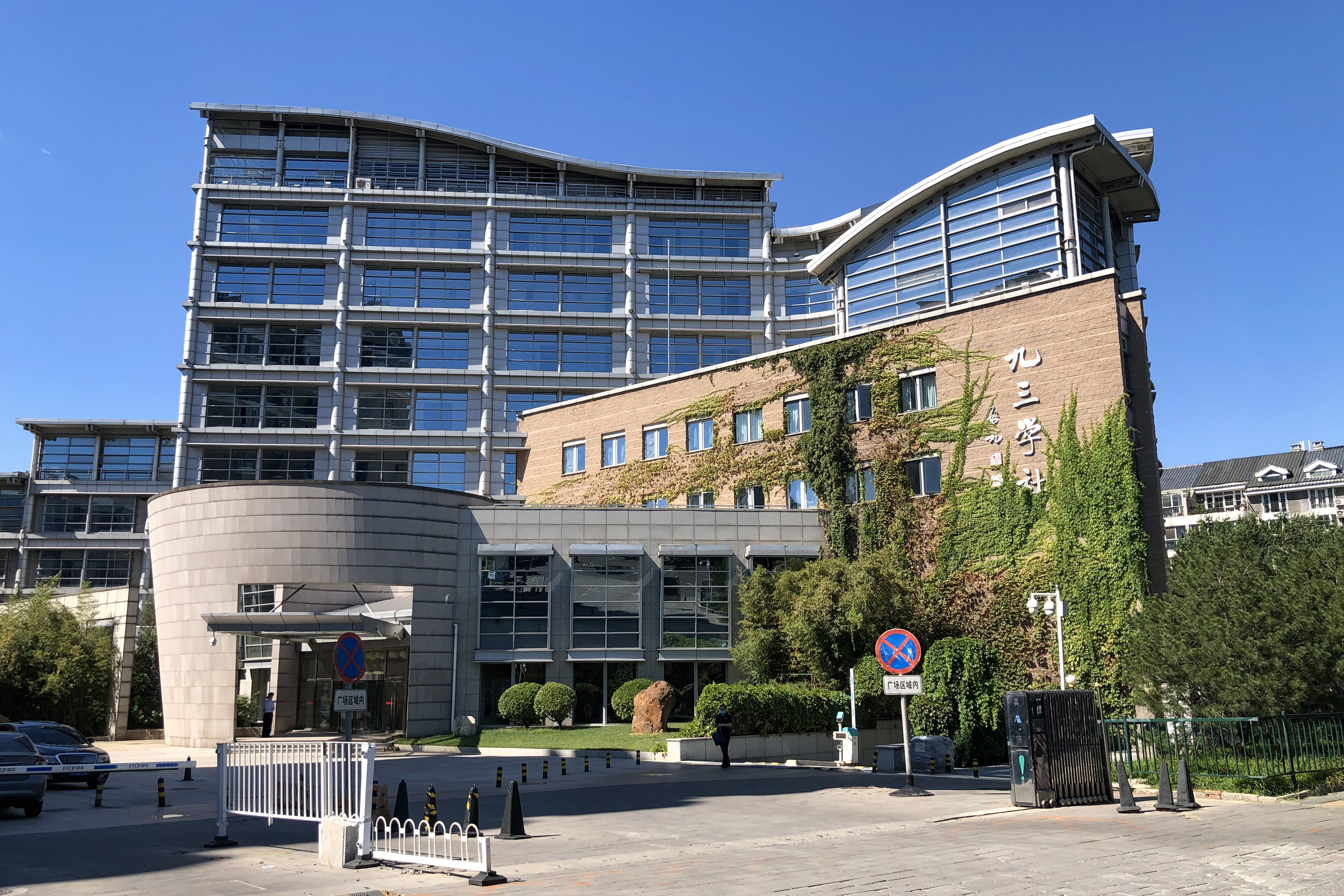
本部ビル

九三学社（きゅうさんがくしゃ）は、中華人民共和国の衛星政党の一つ。文教、医薬衛生、科学技術者の団体。
日中戦争後期に重慶で「民主科学座談会」として結成された。中国における日本の投降の日である1945年9月3日に、戦争勝利を記念して「九三学社」と改名した。
現在の党員数は7万8千人。中央委員会主席は韓啓徳。支持基盤は中国農工民主党と重なるところが多いが、「中レベルからハイレベルの知識人」が支持基盤とのこと。

## 歴代主席
| 名前   | よみがな (ピンイン) | 在任期間(年) | 在任期間(年) |
| 名前   | よみがな (ピンイン) | 開始         | 終了         |
| ------ | ------------------- | ------------ | ------------ |
| 許徳珩 | Xu Dehang           | 1946         | 1987         |
| 周培源 | Zhou Peiyuan        | 1987         | 1992         |
| 呉階平 | Wu Jieping          | 1992         | 2002         |
| 韓啓徳 | Han Qide            | 2002         | 2017         |
| 武維華 | Wu Weihua           | 2017         | N/A          |